# Durante Dorio
Durante Dorio (Leonessa, 1571 circa – Foligno, 24 dicembre 1645) è stato uno storico e notaio italiano.

## Biografia
Di Dorio Durante non si conosce la data di nascita e la sua famiglia di origine. Dalle notizie d'archivio si rileva che sposò nel 1595 una certa Costanza che gli diede due figli. Di questi solo di Massimo si conosce che seguì l'attività paterna studiando legge e che morì prima del padre nel 1636.
Durante lavorò come cancelliere ad Ancona presso la sezione criminale e qui divenne notaio il 25 febbraio 1598. Seguì un periodo a Orvieto e Spoleto per poi stabilirsi a Recanati assunto presso la cancelleria criminale dove rimase a svolgere la sua attività notarile fino al 1602. L'archivio cittadino conserva sui atti rogati tra il 1500 e il 1601. Si trasferì a Fermo dove lavorò per il governatore Marini che lo presentò ai priori di Foligno raccomandandolo per un lavoro presso la cancelleria criminale. Fece poi ritorno nel 1610 alla sua città natale con l'importante incarico di camerario e dove si stabilì la moglie con la famiglia. Si conservano nell'archivio di Stato dell'Aquila gli atti rogati dal Dorio durante la sua permanenza a Leonessa fino al 1617.
La sua vita fu condizionata dalle sue amicizie. Nel 1612 seguì a Foligno il vescovo Porfirio Feliciani che lo nominò cancelliere della curia, e dove rimase fino al 1621. Qui si conservano molti dei suoi documenti. Proprio a Foligno iniziò la sua attività di ricercatore e storico, avendo la possibilità di risalire a documenti d'archivio della località oltre che di Foligno, di Nocera, Gualdo, Bevagna e dell'abbazia di Sassovivo. La città di Foligno gli diede la cittadinanza il 21 gennaio 1632. Dall'archivio dell'abazia benedettina stilò un regesto a uso privato, dove trascrisse in ordine cronologico documenti ed estratti. Questo testo è conservato nella biblioteca Lodovico Jacobilli del seminario di Foligno per donazione della famiglia. La città gli concesse l'iscrizione nell'elenco dei notai cittadini il 10 febbraio 1633.
Nella città di Foligno Dorio acquisto una casa dove costruì una piccola cappella. Fu poi nominato cancelliere presso la curia di Nocera Umbra dove poté seguire le visite pastorali del vescovo Virgilio Fiorenti stilandone le relazioni conservate nell'archivio diocesano e a Foligno. Le relazioni sono ricche di annotazioni marginali personali molto particolareggiate che sono importante documento relativo la storia e l'arte del territorio. Rimase a servizio della curia di Nocera Umbra per sei anni.
Il suo rapporto con il conte Giovanni Battista Cantalmaggi di Gubbio, è documentato dalle tredici lettere conservate nel fondo Vincenzo Armanni dell'archivio di Gubbio. In queste lettere il Dorio documentò la sua attività di storico archivista esaltando la sua passione per le ricerche. Nella lettera del 28 novembre 1636 scrisse di aver raggiunto l'età di 60 anni, forse rubandone alcuni, di avere una figlia e nipoti tutti abitanti a Leonessa. La lettera cita: "assuefatto a continua fatiga, non posso accomodarmi al reposo". Da questa corrispondenza si desume che fosse uno studioso non solo di documenti d'archivio ma anche di medaglie, e di arte in genere, desiderando di ottenere il permesso di aver e un ufficio personale sia a Gubbio che a Urbino. L'amico si mise a disposizione per fargli ottenere un incarico nella città umbra ma non riuscendovi. Ebbe un rapporto epistolare anche con Ferdinando Ughelli di cui si conserva una lettera del 1º agosto 1643, conservata nella biblioteca Apostolica Vaticana.
Malgrado le sue tante ricerche e i suoi tanti scritti, la sola opera pubblicata fu Istoria della famiglia Trinci, pubblicato da Agostino Alteri testo che richiese un lavoro di ricerche di dieci anni, e che fu pubblicato nella prima edizione nel 1638. Ma il testo riporta eventi accaduti in anni successivi anche alla vita stessa del Dorio. Questo fu possibile perché affidò il suo scritto al presbitero Ludovico Jacobilli, che ereditò la sua ricca biblioteca grazie alla donazione degli eredi, e che proseguì nella ricerca storica. il libro racconta la storia della famiglia Trinci e di altre famiglie umbre, anche se non sempre sono da considerarsi attendibili. L'archivista infatti, aveva fatto ricerche approfondite ma aveva anche ritenuto attendibili documenti lasciati da famosi falsificatori, in particolare Alfonso Ceccarelli, che riguardavano la storia più antica delle famiglie. Si considera di miglior attendibilità la parte che racconta eventi accorsi in date prossime al Dorio, quando gli fu più facile consultare la documentazione d'archivio.
L'autore stesso scrive della sua difficoltà di reperire alcune informazioni pur dichiarando di essersi attenuto alle regole che erano state fissate da Pietro Martiri Romani nel testo Pentalitologia ouero Prose di cinque stili diuersi, cioè, dispute, dialogi, lettere, istorie e orazioni, che era in suo possesso. Proprio dall'elenco autografo del Jacobilli è possibile conoscere quali furono i testi scritti dal Dorio. L'elenco Indice de libri scritti a mano, donatemi dall'eredi di q. Durante Dorio de Leonessa, fatto questo di 30 dicembre 1643, è conservato nella biblioteca Jacobilli. La biblioteca conserva anche un interessante codice del Dorio: cod. A.VI.6, di ff. 660 circa, contenente ai ff. 1r-74r le Croniche di Gualdo. In questo sono conservati, non sempre in ordine cronologico, notizie sulla storia dell'Umbria e delle Marche, documenti che furono la fonte del suo libro. In particolare raccolgono il Memoriale di Pietruccio degli Uni che racconta la parte dedicata alla famiglia Trinci quando, nel 1429, fu allontanata da Foligno. IL medesimo contiene le memorie dell'umanista Pandolfò Collenuccio ritenute autentiche e scritte a Venezia nel 1487.
Ottenne l'incarico di archivista nel gennaio del 1640 della cancelleria di Gubbio che conserva atti rogati presso l'archivio stesso redatti tra il 1640 e il 1645 quando fece ritorno a Foligno. Quando copriva questo ruolo, esprimeva anche il desiderio di scrivere la genealogia della famiglia Barberini con i documenti che aveva potuto visionare.
La morte lo raggiunse il 24 dicembre 1645 a Foligno, venendo sepolto nella cattedrale come risulta sul registro parrocchiale. La nota riporta la data del Dorio di 75 anni circa.

## Opere
Il Dorio scrisse molti testi sulle sue ricerche d'archivio, rimane solo quello della storia della famiglia Trinci, e l'elenco di alcune opere e medaglie di sua proprietà:
- Istoria della famiglia Trinci, 1638.
- A.VI.8 inventario autografo.[4]